# Кировский вал
«Ки́ровский вал» — мемориальный комплекс в составе «Зелёного пояса Славы». Он обозначил рубеж в Кировском районе, на котором советские воины, моряки и ополченцы остановили фашистское наступление в сентябре 1941 года. Сооружён трудящимися Кировского района Ленинграда.

## Описание
Включает в себя мемориальные сооружения в Кировском и Красносельском районах:
- Обелиск у ж/д станции Лигово (1944, архитекторы К. Л. Иогансен, В. А. Петров; в 1983—1984 годах проведена реконструкция мемориальной зоны, архитекторы А. И. Алымов, Л. Б. Дмитриев, скульптор Г. Д. Ястребенецкий; бетонный обелиск заменён гранитным)
 Объект культурного наследия народов РФ федерального значения. Рег. № 781510212330006 (ЕГРОКН). Объект № 7810229000 (БД Викигида)
- Стелу (1965, архитектор С. Г. Майофис) и противотанковые надолбы на пересечении проспекта Маршала Жукова и улицы Стойкости, а также Аллею Славы из 900 берёз (по округлённому числу дней блокады), проходящую вдоль Авангардной улицы
 Объект культурного наследия народов РФ федерального значения. Рег. № 781510212800006 (ЕГРОКН). Объект № 7810254000 (БД Викигида)
- Стелу и якорь на 14-м километре Петергофского шоссе (1968, архитекторы А. И. Экснер, А. Н. Колодин, Ю. С. Жмаев)
 Объект культурного наследия народов РФ федерального значения. Рег. № 781510213500006 (ЕГРОКН). Объект № 7810783000 (БД Викигида)
- Стелу на Петергофском шоссе (1944, архитекторы К. Л. Иогансен, В. А. Петров)[1]
 Объект культурного наследия народов РФ федерального значения. Рег. № 781510211970006 (ЕГРОКН). Объект № 7810784000 (БД Викигида)
- Обелиск на развилке Петергофского шоссе и проспекта Маршала Жукова (1946, архитекторы Л. Ю. Гальперин, Д. М. Шпрейзер)
 Объект культурного наследия народов РФ федерального значения. Рег. № 781510213260006 (ЕГРОКН). Объект № 7810236000 (БД Викигида)
- Обелиск на месте бывшего воинского кладбища 1941—1943 годов на проспекте Ветеранов у кинотеатра «Рубеж» (1946—1947)
 Объект культурного наследия народов РФ регионального значения. Рег. № 781711201250005 (ЕГРОКН). Объект № 7802601000 (БД Викигида)
- Стелу у ж/д станции Дачное и комплекс воинского мемориального кладбища (1955, архитекторы Г. И. Иванов, Я. Е. Москаленко)
 Объект культурного наследия народов РФ регионального значения. Рег. № 781711201230005 (ЕГРОКН). Объект № 7800472000 (БД Викигида)
- Памятник «Танк-победитель», дот и стелу на проспекте Стачек
 Объект культурного наследия народов РФ федерального значения. Рег. № 781520310630006 (ЕГРОКН). Объект № 7810237000 (БД Викигида)

## Фото
- «Танк-победитель» на проспекте Стачек
- Дот и стела у танка на проспекте Стачек
- Обелиск у ж/д станции Лигово
- Пилоны на проспекте Маршала Жукова
- Стела на пересечении улицы Стойкости и проспекта Маршала Жукова
- Аллея Славы
- Братская могила около кинотеатра «Рубеж»
- Стела и якорь на Петергофском шоссе
- Стела на Петергофском шоссе у входа в Демидовский парк.